# Кош-Агачское сельское поселение
Кош-Агачское се́льское поселе́ние — муниципальное образование в Кош-Агачском муниципальном районе Республики Алтай Российской Федерации.
Административный центр — село Кош-Агач.

## История
Статус и границы сельского поселения установлены Законом Республики Алтай от 13 января 2005 года № 10-РЗ «Об образовании муниципальных образований, наделении соответствующим статусом и установлении их границ».

## Население
| 2010  | 2011    | 2012  | 2013  | 2014  | 2015  | 2016  | 2017  | 2018  |
| ----- | ------- | ----- | ----- | ----- | ----- | ----- | ----- | ----- |
| 7900  | ↗7927   | ↗8214 | ↗8325 | ↗8633 | ↗9004 | ↗9212 | ↗9469 | ↗9719 |
| 2019  | 2020    | 2021  |       |       |       |       |       |       |
| ↗9819 | ↗10 061 | ↘8334 |       |       |       |       |       |       |

## Состав сельского поселения
| № | Населённый пункт | Тип населённого пункта       | Население |
| - | ---------------- | ---------------------------- | --------- |
| 1 | Кош-Агач         | село, административный центр | ↘8334     |